# Владимирка (слика)
Владимирка (рус. Владимирка), позната и под именом Владимирски пут (рус. Владимирский тракт), уље је на платну руског уметника Исака Левитана из 1892. године. Слика приказује Владимирску магистралу, земљани пут који води од Москве до Владимира. Владимирка је једна од три велике Левитанове слике завршене у првој половини 1890-их. Заједно са сликама На базену (1892) и Над вечним миром (1894) чини колекцију која се често назива Левитанова „мрачна трилогија”.
Исак је почео да слика Владимирку 1892. године, за време боравка у Владимирској губернији Руске Империје, а завршио ју је у Москви исте године. Јавности је приказана на 21. изложби „Друштва за путујуће уметничке изложбе”, отвореној у Санкт Петербургу, фебруара 1893. године. Изложба је пресељена у Москву, марта исте године. Исак је слику поклонио Третјаковској галерији у марту 1894. године, где се и данас налази.
Према руском уметнику Михаилу Нестерову, Владимирка би се „слободно могла назвати руским историјским пејзажом, јер таквих има веома мало у нашој уметности”. Историчар уметности Алексеј Фјодоров-Давидов окарактерисао је ову слику као најбоље Исаково дело; „универзално ремек-дело”, у којем је „дубоки социјални моменат на овој слици приказан крајње природно и директно у осликаном пејзажу”.

## Историјат
Исак Левитан напустио је Москву 12. маја 1892. године и у друштву уметнице Софије Кувшињикове упутио се у Владимирску губернију. Дошли су у село Городок, на реци Пекша. Данас је то место део села Пекша у Владимирској области. Исак је о свом новом дому писао Павелу Третјакову, руском предузетнику и мецени уметности. У писму из 13. маја, он наводи: „скућио сам се у веома лепој области и размишљам о томе да овде наставим свој рад”. У Городоку је провело лето 1892. године. Кућа у којој је Левитан живео претворена је касније у музеј, док није страдала у пожару 22. августа 1999. године.
Софија је писала о извору инспирације за Левитанову Владимирку. Једном приликом, док су се враћали из лова, изашли су на Владимирску магистралу, неасфалтирани пут који је водио источно од Москве и који је често коришћен за превоз затвореника у Сибир у прогонство. Кувшињикова је сумирала њихова осећања на следећи начин: „Поглед је имао дивну, тиху драж. Између дрвећа, дугачак, избељени део пута пружао се у даљину. Урушени стари голубарник са иконом избледелом од кише и два голубеца (кров изнад гроба, богослужбени крст), која су наговештавала давно заборављену старину. Све је деловало мирно и пријатно”. Исак се касније присетио да је ово она иста Владимирка којом су оковани затвореници путовали ка Сибиру.
Наредних дана Исак је долазио неколико пута до магистрале како би направио скицу за будућу слику. Скицу је завршио из неколико сесија. Убрзо након тога, како би што пре завршио слику коју је замислио, одлази у Москву. Инспирисан пејзажом, врло брзо је завршио рад на платну. По завршетку сликања, уметник је свом раду доделио име и у углу слике написао Володимірка (Владимирка). Ово је био необичан корак у Исаковом стваралаштву, будући да никада раније није додавао називе слика на својим делима.
Владимирка (под насловом Владимирка, велики пут (рус. Владимирка, большая дорога)) и још четири Левитанова дела били су изложени на 21. изложби „Друштва за путујуће уметничке изложбе, која је отворена у Санкт Петербургу у фебруару 1893. пре него што се преселила у Москву, у марту. Слике пејзажа нису привукле велику пажњу критичара из Санкт Петербурга. Владимирка се једино помиње у 47. броју „Петербуршке газете” (рус. Петербургская Газета) из 18. фебруара 1893. године, где је забележено да је Владимирка имала „најнеатрактивније сиве мотиве” и аутор је напоменуо: „Шта може бити досадније од Левитанове Владимирке. Великог пута?”. Након наставка изложбе у Москви, у штампи се појавило више рецензија о слици, од којих су већина биле позитивне. Посебно се издвајају похвалне критике које су написали Владимир Сизов и Владимир Грингмут у „Московским новостима” (рус. Моско́вские ве́домости) и Михаила Корелина у „Руској мисли” (рус. Ру́сская мысль).
Упркос позитивним критикама у Москви, слика није купљена током изложбе. Левитан је слику поклонио Третјаковској галерији годину дана касније, у марту 1894. године. У писму Павлу Третјакову упућеном 11. марта 1894. Левитан је написао: „Владимирка ће вероватно бити враћена са изложбе наредних дана, узми је и умири и мене и њу (слику)”.

## Слика

### Опис
Термин „Владимирка” је био уобичајен назив за Владимирску магистралу, озлоглашену по томе што је била пут којим су затвореници пешке транспортовани у Сибир. У периоду с краја 19. века, када је ова слика настала, затвореници су били транспортовани железницом.
Слика приказује пространи равничарски предео, са путем који се протеже од првог плана слике па све до средине, пролазећи кроз шуму и поља, пре него што нестане у плавој измаглици хоризонта. Дело карактерише велика дубина поља, која привлачи пажњу посматрача. Дуж пута, са обе стране, налазе се уске стазе. Земљану магистралу такође и пресецају две стазе с обе стране. С десне стране налази се голубец испред којег је жена која се моли, са пребаченом напртњачом преко рамена. Према Аверилу Кингу, усамљена фигура жене која се моли испред голубеца, облачан пејзаж и пуст пут, стварају „слику испуњену тугом и слутњом”, која указује на „очај окованих мушкараца и жена који су газили ка истоку кроз ову усамљену пустару”. Једини знаци наде на слици су светла тачка на хоризонту и бела црква у даљини.
Владимирка је насликана техником широких потеза у сиво-плавим и пепељастим тоновима. Пригушене боје које се користе за приказивање сивог и тмурног дана одређују тоналитет боја пејзажа. Светлије боје беле цркве и жута трака ражи која сазрева близу хоризонта не истичу се у овој колористичкој схеми. Упркос коришћењу пригушене палете, сликар је успео да задржи дубину и разноликост боја, задржавајући све нијансе које се налазе у природи и хармонично их уграђујући у пејзаж, тиме му дајући јединствен тон. Исак је то постигао мешањем различитих боја и правећи деликатне прелазе између тонова.
Због начина на који су приказани пејзаж и природа, слике Владимирка, На базену и Над вечним миром, понекад се називају Левитанова „мрачна трилогија”.

### Скице и реплике
Скица Владимирке урађена као уље на картону, величине 10 са 16,5 центиметара, налази се у колекцији московског колекционара А. М. Колударова. Претходно је била у колекцијама Николаја Мешерина и Н. Ј. Кислицина. Левитан је поклонио још једну скицу слике Михаилу Чехову, млађем брату Антона Павловича, уз посвету „Будућем тужиоцу Михаилу Павловичу Чехову, И. Левитан.” Уметник је будућег писца и критичара у шали назвао „тужиоцем”, будући да је Михаило неколико година студирао на Правном факултету Московског универзитета.  Чехов је касније дао скицу писцу Ивану Белусову. Иван је забележио да се Михаилу скица првобитно допала, али да је касније написану посвету схватио као својеврсну прозивку и наговештај да ће он, као будући тужилац, своје осуђенике слати овим путем на одслуживањe казне. Видевши да се скица допала Ивану, Михаило ју је понудио писцу на поклон, наводећи да не жели да буде у вези са таквом посветом. Скица је касније изгубљена приликом Иванове „селидбе из једног стана у други” и њена тренутна локација је непозната.
Позната је и једна реплика Левитанове слике направљене 1890-их у величини 50,5 са 80,2 центиметра, која се прво налазила у колекцији З. З. Рабиновича. Првобитно рађена по наруџбини лекара и колекционара Ивана Тројановског, ова реплика постала је део колекције А. Н. Љапунова 1917. године, затим је прешла у посед Јевгенија Опочинина, а од 1922. и касније њен власник постаје И. И. Иљин-Голдман.

### Пријем
У својој књизи „Дуги дани”, Михаил Нестеров присећа се колико се дивио Левитановој Владимирки. Наводи да „би неко могао без устезања да назове ово дело — руски историјски пејзаж, јер таквих има веома мало у нашој уметности”. Нестеров је истакао у писму послатом источару уметности Владимиру Кеменову, 10. октобра 1938. године, да Владимирка успешно комбинује „историјску фикцију са комплетном, завршном израдом”, а то представља „једно од најзрелијих дела” овог аутора.
Историчар уметности Алексеј Фјодоров-Давидов у својој монографији о Исаку, наводи Владимирку као једну од Левитанових најбољих слика и његово „опште препознатљиво ремек-дело”. Алексеј је истакао да је „дубоки социјални моменат на овој слици приказан крајње природно и директно у осликаном пејзажу”. Фјодоров-Давидов наводи да Левитан на овој слици приказује природу на конвенционалан начин, откривајући богату унутрашњу садржину чак и најпростијих предмета кроз „најједноставнији и најобичнији мотив равнице са путем који нестаје на хоризонту”. Према његовим речима, пут који чини основу мотива слике успешно увлачи посматрача у комплексност пејзажа и прогресивно открива његов унутрашњи смисао.
Према историчарки уметности, Фајини Малцевој, значај Владимирке у руском реализму 1890-их не може никако бити прецењен. Малцева је сматрала да је Левитан у свoјим делима успевао да прикаже тугу и жал грађанства, а све то, притом „не поткопавајући лепоту руске природе, и не умањујући поетску лепоту и величину своје слике”.  Историчар уметности Владимир Петров, приметио је да је Владимирка ретка инстанца полифоног историјског пејзажа.
Песник Корнеј Чуковски је након посете Левитановој изложби забележио: „дивим се његовој Владимирки. Каква похлепна дистанца, каква махнитост његовог опуса! Инспиративно, опојно, примамљиво и широко…”. Правећи паралелу са злогласном Владимирском магистралом, Чуковски се запитао да ли она може представљати целокупно стваралаштво великог уметника, са његовом тихом и помиреном свешћу о безнадежности свих фаустовских порива људског духа.